# Nothing Without You (EP)
Nothing Without You foi o EP promocional de Turnê da banda americana The Narrative lançado na turnê iniciada em 6 à 31 de Março de 2010.

## Produção
O EP foi totalmente produzido à mão em xilogravura com três capas alternativas numeradas em somente 40 edições, produzido também para o show no SXSW em 16 à 31 de Março.
A banda lançou no EP a versão acústica da música "Castling" do EP "Just Say Yes", cover do Brand New, Tautou, gravado junto ao álbum "The Narrative" em 2010, e a versão demo da música "Fade" lançada em 2010.

## Faixas
| Tour EP Limitado |                       |         |  |
| N.º              | Título                | Duração |  |
| 1.               | "Castling (Acoustic)" | 4:23    |  |
| 2.               | "Tautou"              | 3:48    |  |
| 3.               | "Fade (Demo Version)" | 3:40    |  |
| Duração total:   | Duração total:        | 11:56   |  |

## Equipe
The Narrative
- Suzie Zeldin - Vocal/Teclado
- Jesse Gabriel - Vocal/Violão

Adicionais
- Bryan Russell - Produtor